# Teutoperla rothi
Teutoperla rothi är en bäcksländeart som beskrevs av Joachim Illies 1963. Teutoperla rothi ingår i släktet Teutoperla och familjen Gripopterygidae. Inga underarter finns listade i Catalogue of Life.